# Paulin Daudé-Gleize
Paulin Joseph Marius Daudé-Gleize, plus connu sous le nom de Paulin Daudé, né le 17 janvier 1862 à Rûnes, hameau de l'ancienne commune de Fraissinet-de-Lozère (Lozère) et mort le 16 juin 1928 à Mende (Lozère), était un homme politique français.

## Biographie
Paulin Daudé est né dans une famille paysanne du hameau de Rûnes, sur les pentes du mont Lozère, ancienne commune de Fraissinet-de-Lozère devenue Pont-de-Montvert-Sud-Mont-Lozère. Il suit des études de droit à Saint-Affrique et s'inscrit au barreau à Mende.
Il est élu député en 1898 sous l'étiquette de Républicain modéré, aux dépens du député sortant Xavier Bourrillon. Il siège aux groupes antijuif et Action libérale. Il est réélu en 1902 en se présentant comme candidat nationaliste.

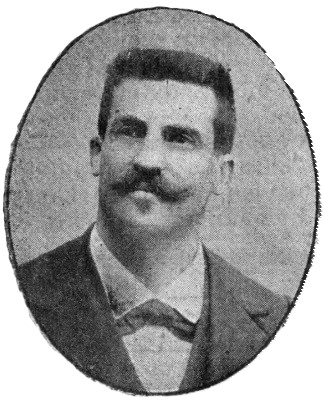
Paulin Daudé en 1899.

Il est élu au Sénat en 1906 et démissionne alors de son poste de député. Il est réélu en 1920 et reste donc sénateur de la Lozère jusqu'à sa mort en 1928.
Entre-temps, il est élu maire de Saint-Etienne-du-Valdonnez de 1909 en 1919 puis de Mende en 1919, poste qu'il garde là aussi jusqu'à sa mort.
Il meurt à Mende le 16 juin 1928 et est enterré au cimetière Saint-Gervais.
Une rue de Mende porte son nom.

## Détail des fonctions et des mandats
Mandats locaux
- 1909 - 1919 : Maire de Saint-Etienne-du-Valdonnez[1]
- 1919 - 1928 : Maire de Mende

Mandats parlementaires
- 1898 - 1906 : Député de la Lozère
- 1906 - 1928 : Sénateur de la Lozère

## Sources
- « Paulin Daudé-Gleize », dans le Dictionnaire des parlementaires français (1889-1940), sous la direction de Jean Jolly, PUF, 1960 [détail de l’édition]